# Илханкьой (вилает Балъкесир)
Илханкьой (на турски: İlhanköy) е село в околия Ердек, вилает Балъкесир, Турция. Разположено на 0 – 40 метра надморска височина. Населението му през 2000 г. е 415 души, основно  българи – мюсюлмани (помаци) и критски турци. Помаците са потомци на преселници през 1924 г. от село Пребъдище (Воденско), днешна Гърция.